# Paul Adam

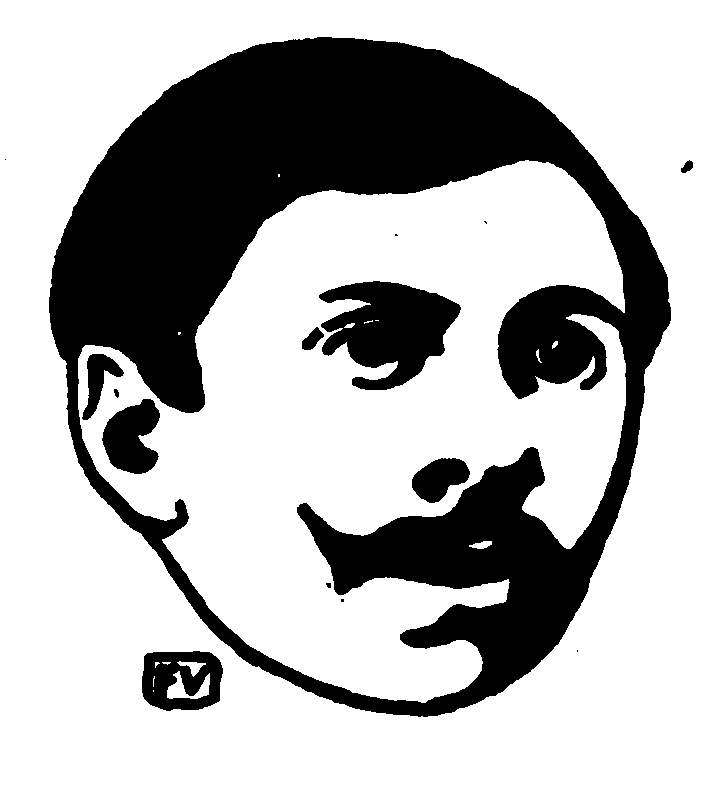
Paul Adam

Paul Adam (Parijs, 6 december 1862 - Parijs, 1 januari 1920) was een Frans romanschrijver en Martinist en Rozenkruiser.
Adam schreef een serie historische romans over de periode van de napoleontische oorlogen en de nasleep daarvan. De eerste aflevering in de reeks, La Force, verscheen in 1899. Samen met Jean Moréas schreef hij Les Demoiselles Goubert, een roman die de overgang markeerde tussen het naturalisme en het symbolisme in de Franse literatuur. Zijn roman Stephanie (1913) pleit voor het 'geregelde' of verstandshuwelijk in plaats van huwelijken gebaseerd op romantische gevoelens.
- Biblioteca Nacional de España: XX1171684
- Bibliothèque nationale de France: cb11929806q (data)
- Catàleg d'autoritats de noms i títols de Catalunya: 981058508714406706
- CiNii: DA07907337
- Gemeinsame Normdatei: 118643746
- International Standard Name Identifier: 0000 0000 8338 9293
- Library of Congress Control Number: n82158480
- Nationale Bibliotheek van Letland: 000024474
- Base Léonore: LH//7/21
- Nationale Bibliotheek van Tsjechië: jn19990000025
- Nationale bibliotheek van Australië: 35859438
- Nationale Bibliotheek van Israël: 987007274901105171
- Nationale Bibliotheek van Polen: a0000001139149
- Nederlandse Thesaurus van Auteursnamen: 069753210
- Réseau des bibliothèques de Suisse occidentale: 02-A000003684
- Istituto Centrale per il Catalogo Unico: LO1V020966
- LIBRIS: 328611
- SNAC: w6jd7kvt
- Système universitaire de documentation: 027205568
- Trove: 1119446
- Union List of Artist Names: 500313030
- Virtual International Authority File: 4938246
- WorldCat: E39PBJx8B8Rkk7vfpPMXFQDg8C